# Zale retrahens
Zale retrahens là một loài bướm đêm trong họ Erebidae.